# Pohoří na Šumavě
Pohoří na Šumavě (deutsch Buchers, bis 1923 tschechisch Puchéř oder Půchoří) ist ein Ortsteil der Gemeinde Pohorská Ves im Okres Český Krumlov, Tschechien. Er liegt im Gratzener Bergland direkt an der Grenze zu Österreich.

## Geographie

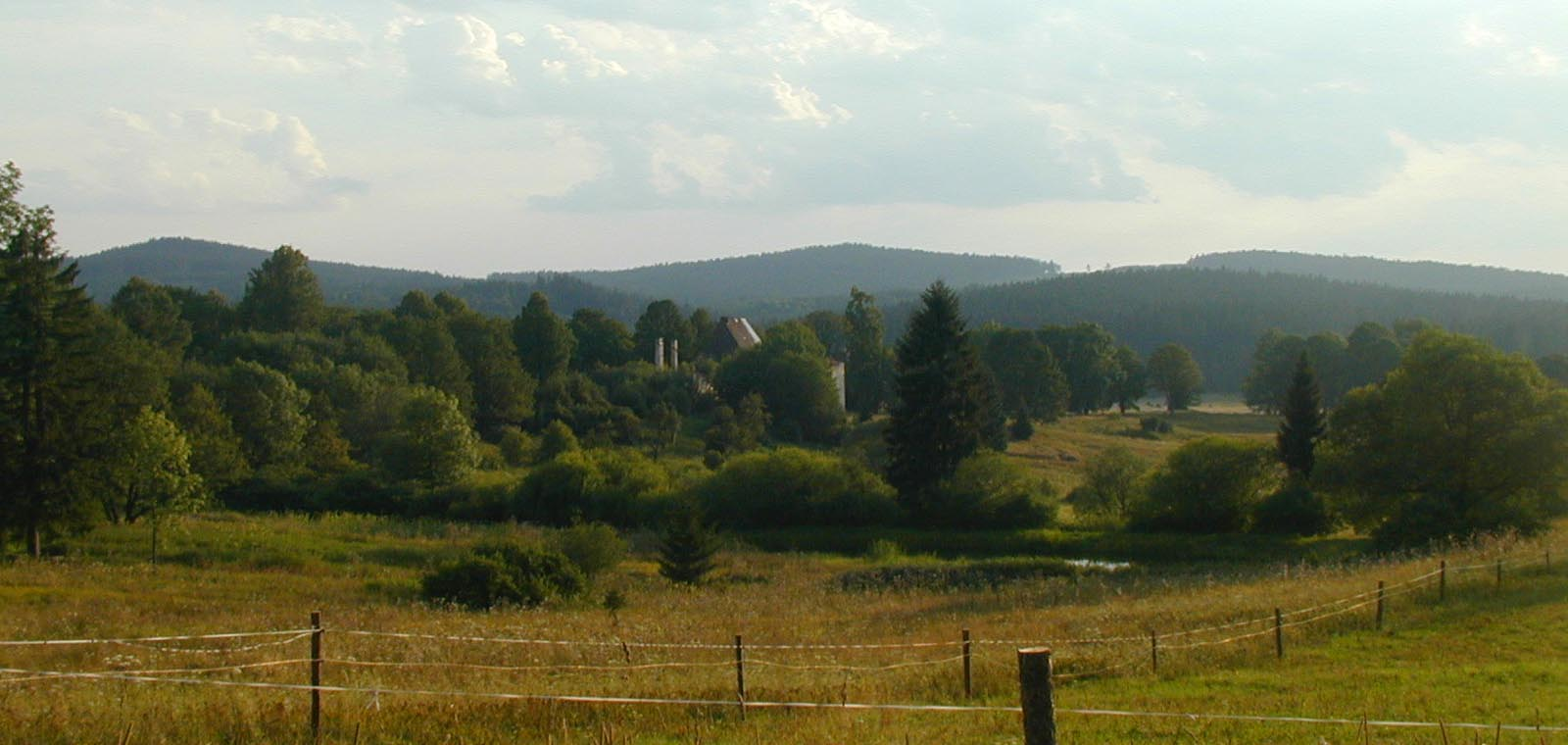
Gesamtansicht

Der Ort liegt im äußersten Südosten des Okres Český Krumlov am Oberlauf des Pohořský potok (Bucherser Bach) zwischen den Hügeln Pastvina (949 m) und Střední vrch (954 m) im zum Gratzener Bergland gehörenden Bucherser Bergland (Pohořská hornatina).
Das Dorf ist im Osten, Süden und Westen von österreichischem Staatsgebiet umgeben. Südwestlich liegt der Kamenec (Steinberg), die mit 1072 m höchste Erhebung im böhmischen Teil des Gratzener Berglandes. Östlich verläuft die Lainsitz, die am nahegelegenen Aichelberg entspringt. Einziger Nachbarort ist im Süden der österreichische Weiler Stadlberg in der Gemeinde Bad Großpertholz.

## Geschichte

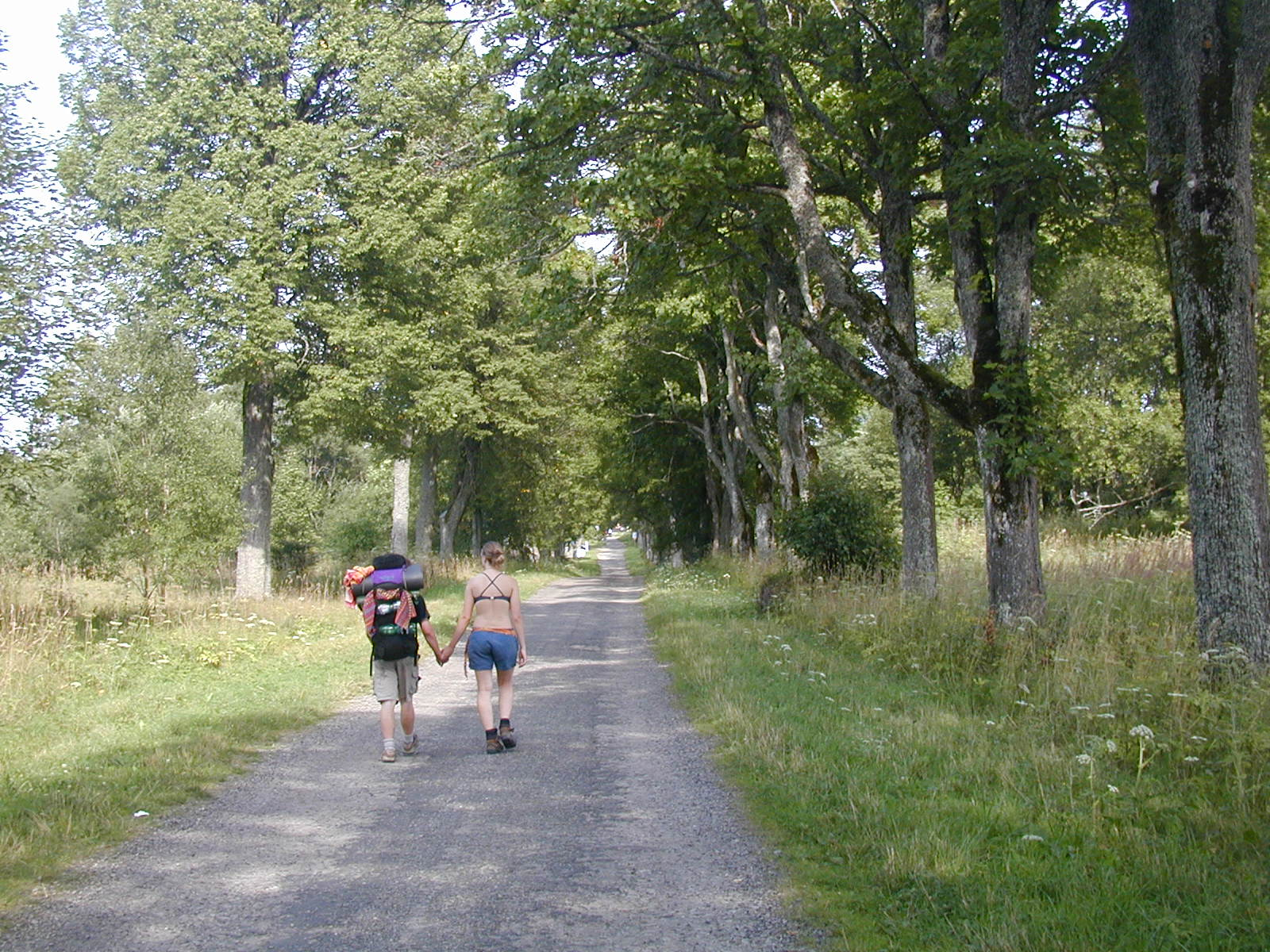
Frühere Hauptstraße

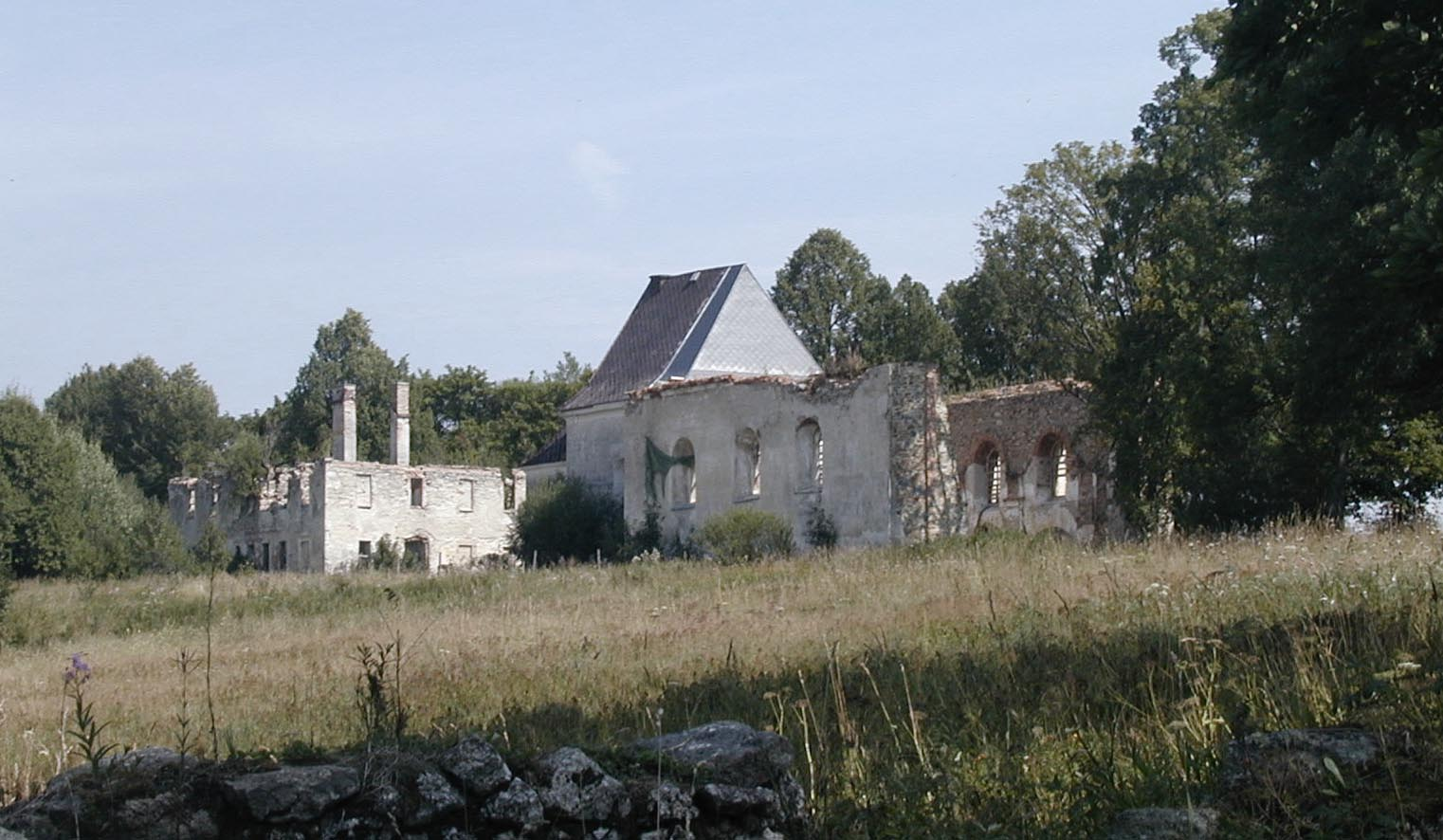
Ruine der Kirche nach dem Einsturz des Turmes

Die erste urkundliche Erwähnung von Pohorzie stammt aus dem Jahre 1524. Sie bezog sich nur auf den Bach, der aus den dichten Buchenwäldern des Fagosilvanum floss. 1693 ließ der Besitzer der Herrschaft Gratzen, Philipp Emanuel Graf Buquoy, bei Schanz eine Glashütte errichten.
1758 wurden an der Straße nach Freistadt die ersten Häuser errichtet. In dem Straßendorf entstanden eine herrschaftliche Brauerei, eine Schnapsbrennerei und ein Hammerwerk. In den langen Wintern entwickelten sich als Nebenerwerb zur Landwirtschaft die Hinterglasmalerei, die sich von Buchers aus nach Gratzen und Sandl verbreitete, sowie Glasvergoldungen. 1774 wurde die Glashütte stillgelegt. 1779 erbaute man eine hölzerne Kapelle (geweiht am 12. September durch Prälat Johann Franz Kfeller von Sachsengrün), die zwischen 1783 und 1791 durch die barocke Kirche der Jungfrau Mariä des Guten Rates ersetzt wurde. 1791 wurde der Ort zum Marktflecken erhoben und führte ein Wappen. Zwischen 1793 und 1796 erfolgte eine Teilung der Grundstücke im Ort zur städtischen Bebauung. Zwei Vorstädte wurden als Neu-Puchers zusammengefasst. Josef Meyr gründete hier die Glashütte Silberberg und die Glashütte Bonaventura, die als Vorläufer der Glasfabrik Meyr’s Neffe, der angesehensten Europas, zu nennen sind. Nach der Ablösung der Patrimonialherrschaften wurde Buchers eine selbständige Gemeinde.
1890 bestand die gesamte Gemeinde aus 186 Häusern mit 1323 Einwohnern, von denen 1077 Deutsche und 276 Tschechen waren. 1910 lebten in Buchers (ohne Ortsteile) 706 Menschen und bis 1921 erhöhte sich die Einwohnerzahl auf 1055. Die Einwohner waren überwiegend Deutsche. 1923 wurde der tschechische Ortsname Pohoří na Šumavě erfunden und amtlich eingeführt, der zudem aus geographischer Sicht unsinnig ist, da der Ort gar nicht im Böhmerwald (Šumava) liegt. 1926 kamen zum Kataster noch Teile der österreichischen Gemeinde Karlstift hinzu.
Zum Marktflecken Buchers mit einer Katasterfläche von 2636 Hektar gehörten insgesamt elf Ortsteile; dies waren Berau, Bonaventura (Skleněné Hutě), Georgendorf (Jiřice), Johannesthal (Janový Hutě), Kaplucken, Paulina (Pavlína), Schanz (Šance), Schwarzviertel, Silberberg (Stříbrné Hutě), Stadlberg (Stodůlecký Vrch) und Steindorfl, die nach 1945 alle aufgelassen wurden.

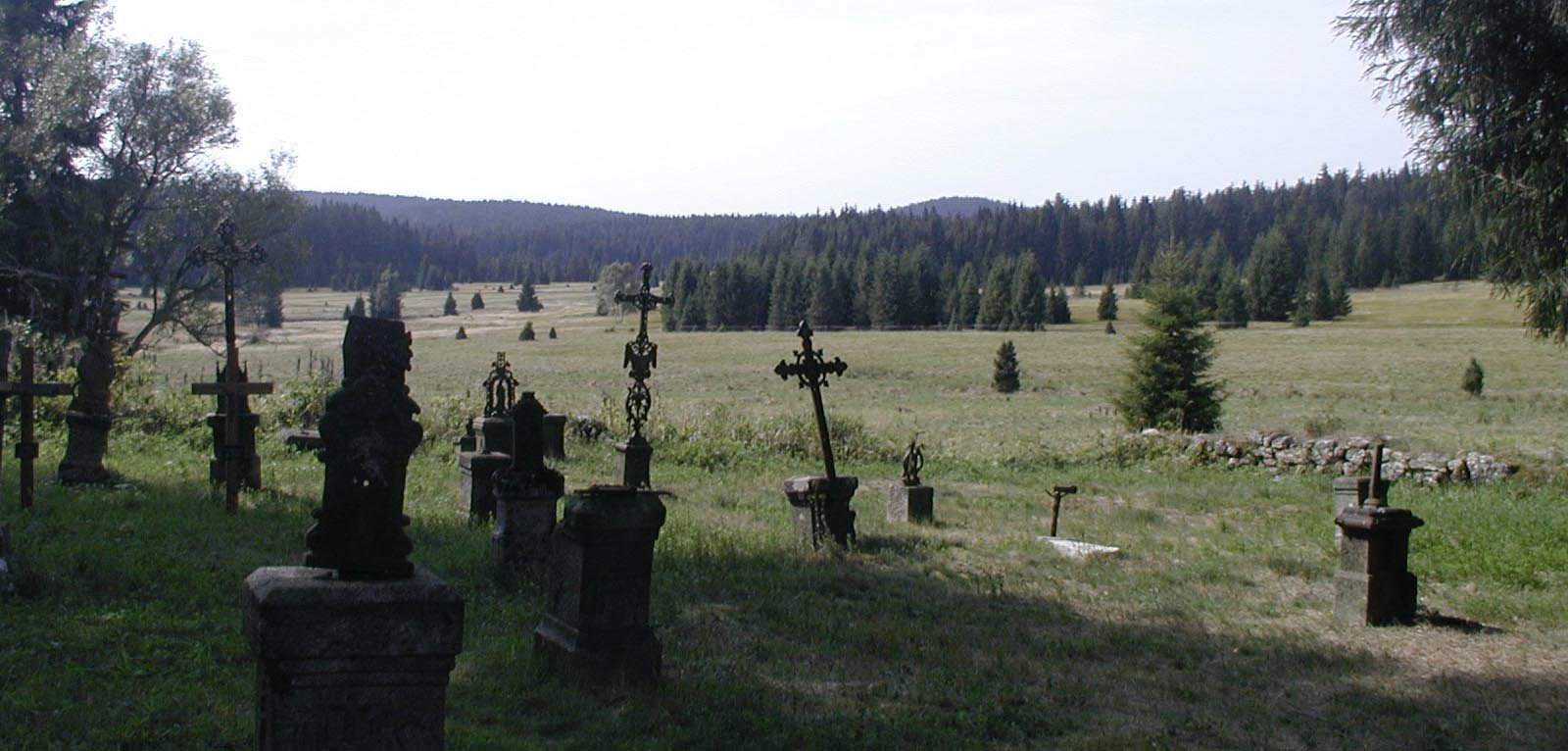
Friedhof

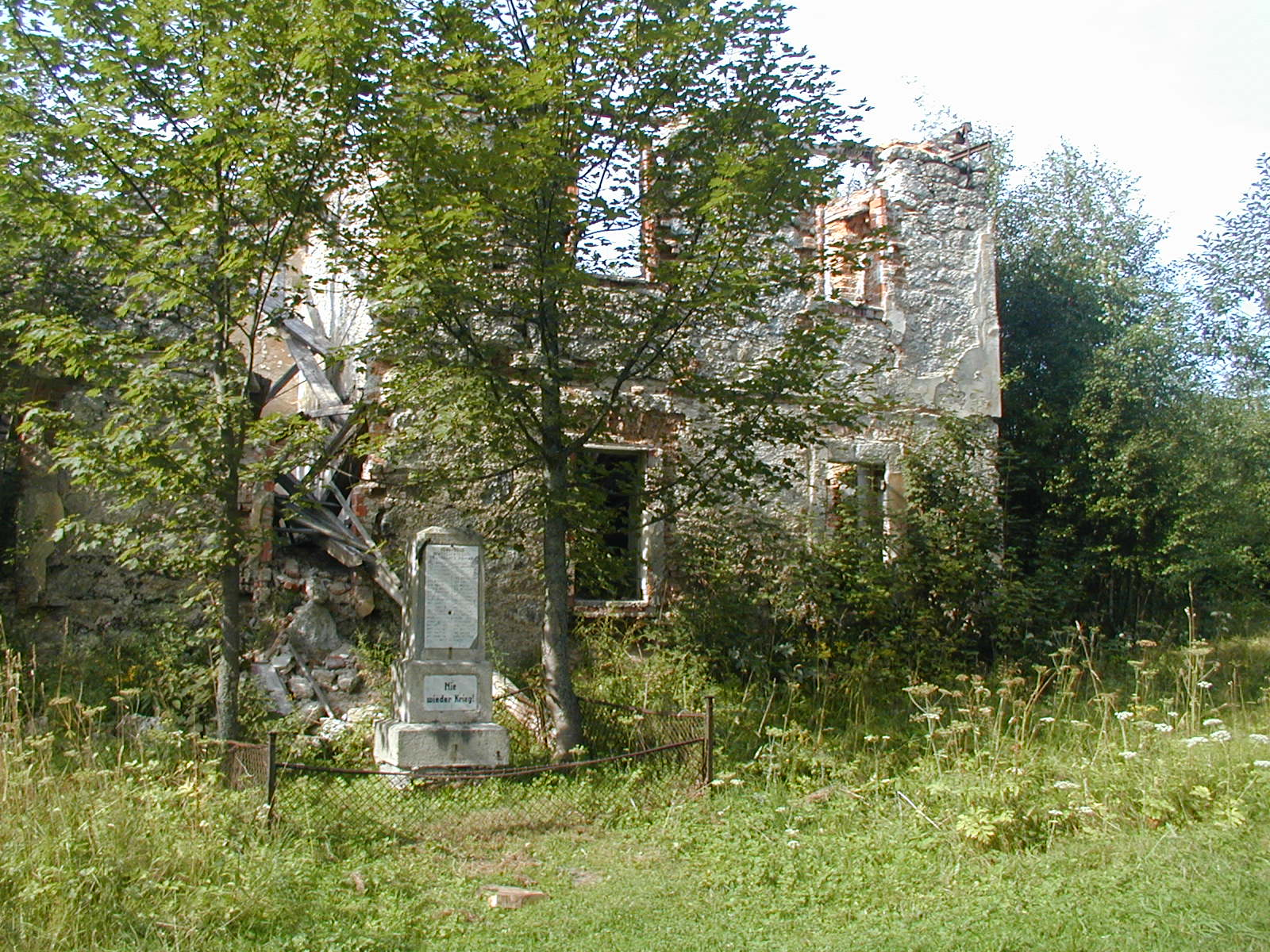
Kriegerdenkmal

Nach dem Anschluss an das Deutsche Reich 1938 kam der als Teil des Landkreises Kaplitz zum Reichsgau Oberdonau. 1945/1946 erfolgte die Vertreibung der Deutschen, 1947 wurden Slowaken aus der Gegend von Miskolc angesiedelt und in der Folgezeit wurde der Ort zu großen Teilen abgerissen. 1950 lebten in Pohoří na Šumavě nur noch 72 Einwohner und von den ursprünglich 172 Häusern (1921) standen noch ganze 23. Durch den Eisernen Vorhang geriet der Ort 1955 in die völlige Isolation und wurde geräumt. 1978 hatte Pohoří na Šumavě keinen einzigen ständigen Einwohner mehr und die meisten der noch vorhandenen Häuser waren durch die Armee zerstört worden.
Nach der Samtenen Revolution wurde der Ort, in dem vordem nur Angehörige der Grenzpolizei stationiert waren, wieder zugänglich und 1991 seine Wiederbesiedlung geplant.
Am 30. Mai 1999 stürzte der Kirchturm auf das Langhaus und zerstörte es. Inzwischen hat der aufgelassene Ort wieder einige Einwohner. Mittlerweile wurden hier sechs Häuser neugebaut.
Werke der Bucherser Hinterglasmalerei sind in Sandl ausgestellt. Über einen früheren Bewohner von Buchers entstand der Dokumentarfilm Není Hietler jako Hitler (Nicht jeder Hietler ist ein Hitler) von Václav Reischl.
Anstelle von Stadlberg (ehemals Klein-Stadlberg) liegt heute ein direkt an den österreichischen Weiler Stadlberg (ehemals Groß-Stadlberg) grenzendes, 50 ha großes, 925–970 m ü. M. gelegenes Waldhochmoor, seit 1992 Naturdenkmal (přírodní památka, PP).
Jeweils im September ist Pohoří na Šumavě Ziel einer Wallfahrt vom Bucherser Kirtag, der seit 1981 in Karlstift gefeiert wird. Aus diesem Anlass wurde einst auch die Grenze an der Bucherser Kapelle geöffnet, die seit dem Beitritt Tschechiens zum Schengenraum nunmehr frei passierbar ist.
Die nahe Stadlberg unmittelbar am damaligen Eisernen Vorhang gelegene Kapelle wurde durch frühere Bewohner des Ortes finanziert und am 15. September 1984 anlässlich des Kirtags geweiht.
Seit einigen Jahren ist der Bucherser Heimat Verein (gegründet 2009) unter der Leitung von Erich Altmann bemüht, die zerfallene Kirche wieder aufzubauen. Darüber hinaus organisiert der Verein regelmäßig verschiedenartige Veranstaltungen und sorgt so für ein grenzüberschreitendes Miteinander zwischen Tschechien und Österreich. Einige Tschechen nutzen Buchers nun als Wochenend-Domizil.

## Sehenswürdigkeiten
- Bucherser Kirche (derzeit im Wiederaufbau)
- Kriegerdenkmal
- ehemaliger Friedhof

## Söhne und Töchter des Ortes
- Ernst Egermann, (1910–1942), Dichter
- Anton Lechner (1907–1975), SS-Rottenführer im Konzentrationslager Auschwitz-Birkenau